# Anyphops parvulus
Espèce
Synonymes
- Selenops parvulus Pocock, 1900

Anyphops parvulus est une espèce d'araignées aranéomorphes de la famille des Selenopidae.

## Distribution
Cette espèce est endémique d'Afrique du Sud. Elle se rencontre au Cap-Oriental et au Cap-Occidental.

## Description
La femelle holotype mesure 5 mm.
La femelle décrite par Corronca en 2005 mesure 7,07 mm

## Systématique et taxinomie
Cette espèce a été décrite sous le protonyme Selenops parvulus par Pocock en 1900. Elle est placée dans le genre Anyphops par Benoit en 1968.

## Publication originale
- Pocock, 1900 : « Some new Arachnida from Cape Colony. » Annals and Magazine of Natural History, sér. 7, vol. 6, p. 316-333 (texte intégral).